# Alexander Suslin
Pour les articles homonymes, voir Sousline.
Alexander Suslin (ou Alexander Süsslein HaKohen, né à Erfurt dans la seconde moitié du XIIIe siècle, dans Saint-Empire et mort le 21 mars 1349 à Erfurt en Saint-Empire, est un des plus importants talmudistes allemands de son temps. Il meurt assassiné lors du massacre antisémite d'Erfurt, en 1349.

## Biographie
Alexander Suslin est né à Erfurt en Saint-Empire,, dans la seconde moitié du XIIIe siècle.
Il est rabbin à Cologne puis à Worms et enfin à Francfort-sur-le-Main.

### Mort
Il meurt en martyr, après la Peste noire, avec plus d'une centaine de Juifs durant le Massacre d'Erfurt (1349), le 21 mars 1349 .

## Œuvres
- (he) Sefer ha-Agudah[4],[5]